# Carl Frederic Aagaard
Pour les articles homonymes, voir Aagaard.
Carl Frederic Aagaard, né le 29 janvier 1833 à Odense et mort le 2 novembre 1895 à Copenhague, est un peintre et graveur danois.

## Biographie
Carl Frederic Aagaard est né le 29 janvier 1833 à Odense.
En 1852, à 19 ans, Aagaard est admis comme étudiant à l'Académie royale des Arts à Copenhague et devient l'élève du peintre paysagiste Peter Christian Skovgaard qui aura sa vie durant une grande influence sur lui. Avec son frère Johan Peter Aagaard, il travaille à la fois la gravure sur bois xylographie et la gravure à l'eau forte et devient l'assistant du peintre décorateur Georg Christian Hilker.
En 1857, Aagaard présente pour la première fois ses œuvres au public dans une exposition paroissiale, qui rencontre un grand succès. Entre 1869 et 1870, Aagaard entreprend un voyage d'études à travers la Suisse, puis quelques années plus tard en 1875 et 1876, il voyage en Italie. De ces voyages il en rapporte de nombreuses esquisses qui serviront, dans l'atelier de base à ces peintures à l'huile. En 1892, il obtient le titre de Professeur.
Il meurt à Copenhague le 2 novembre 1895 à l'âge de 62 ans.

## Galerie

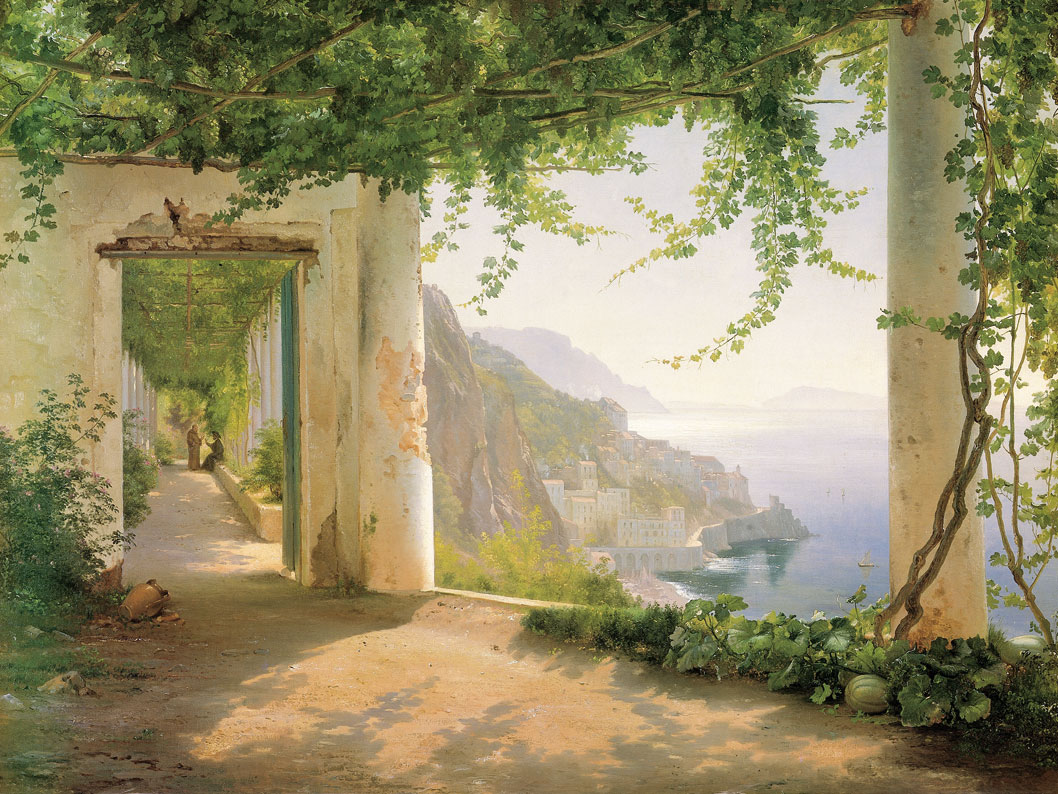
Amalfi dai Cappucini
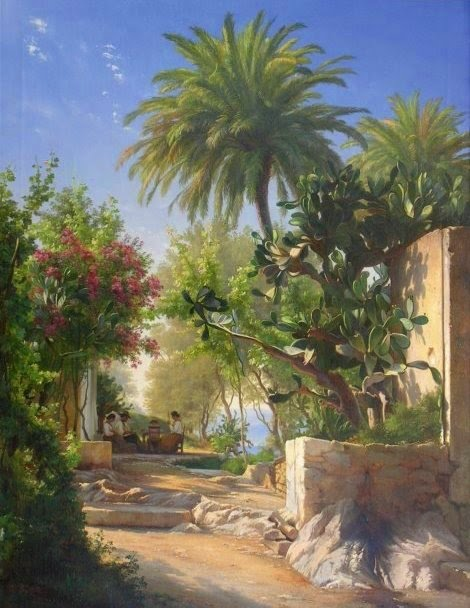
Vue de Capri
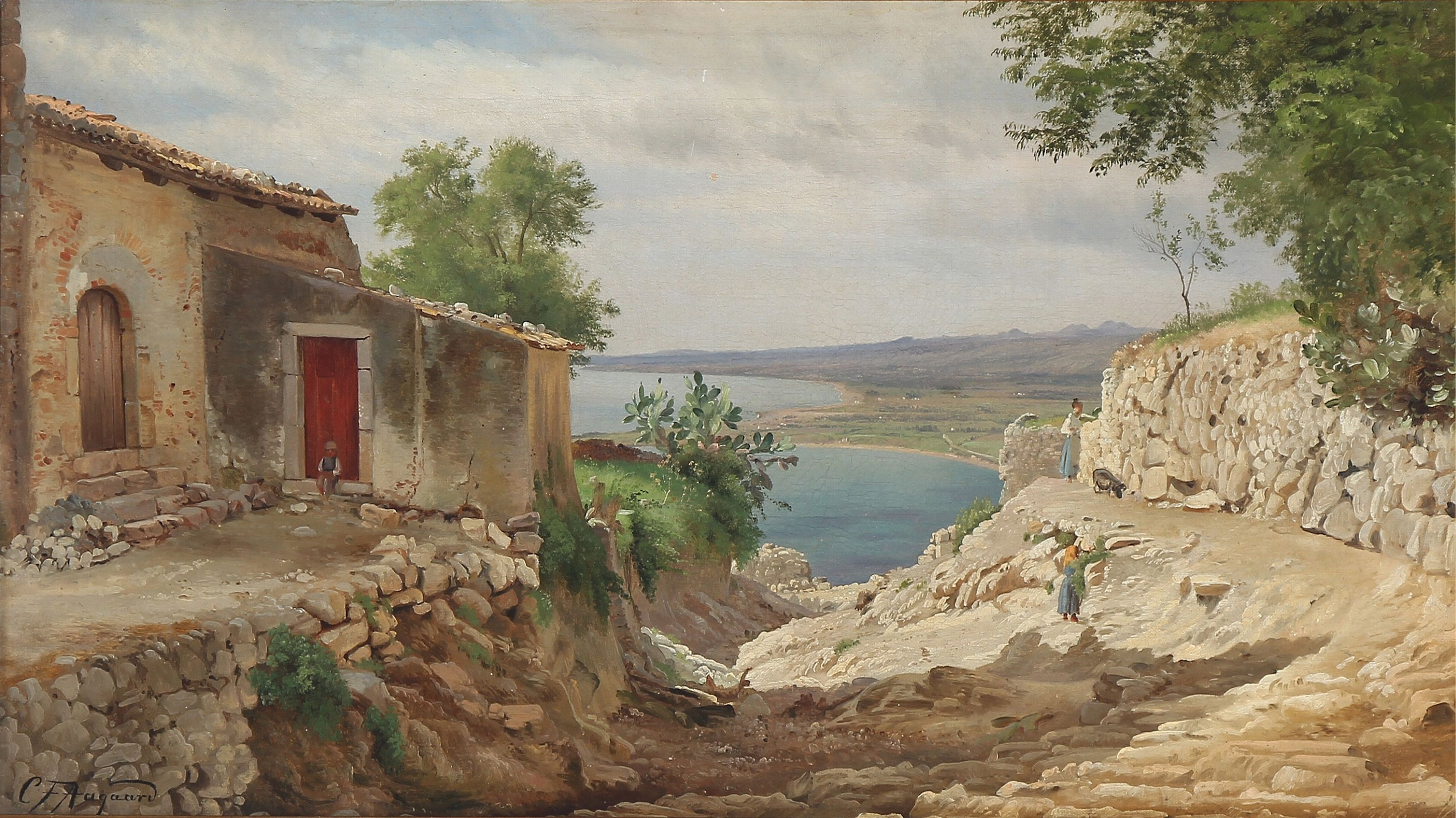
Fra Taormina
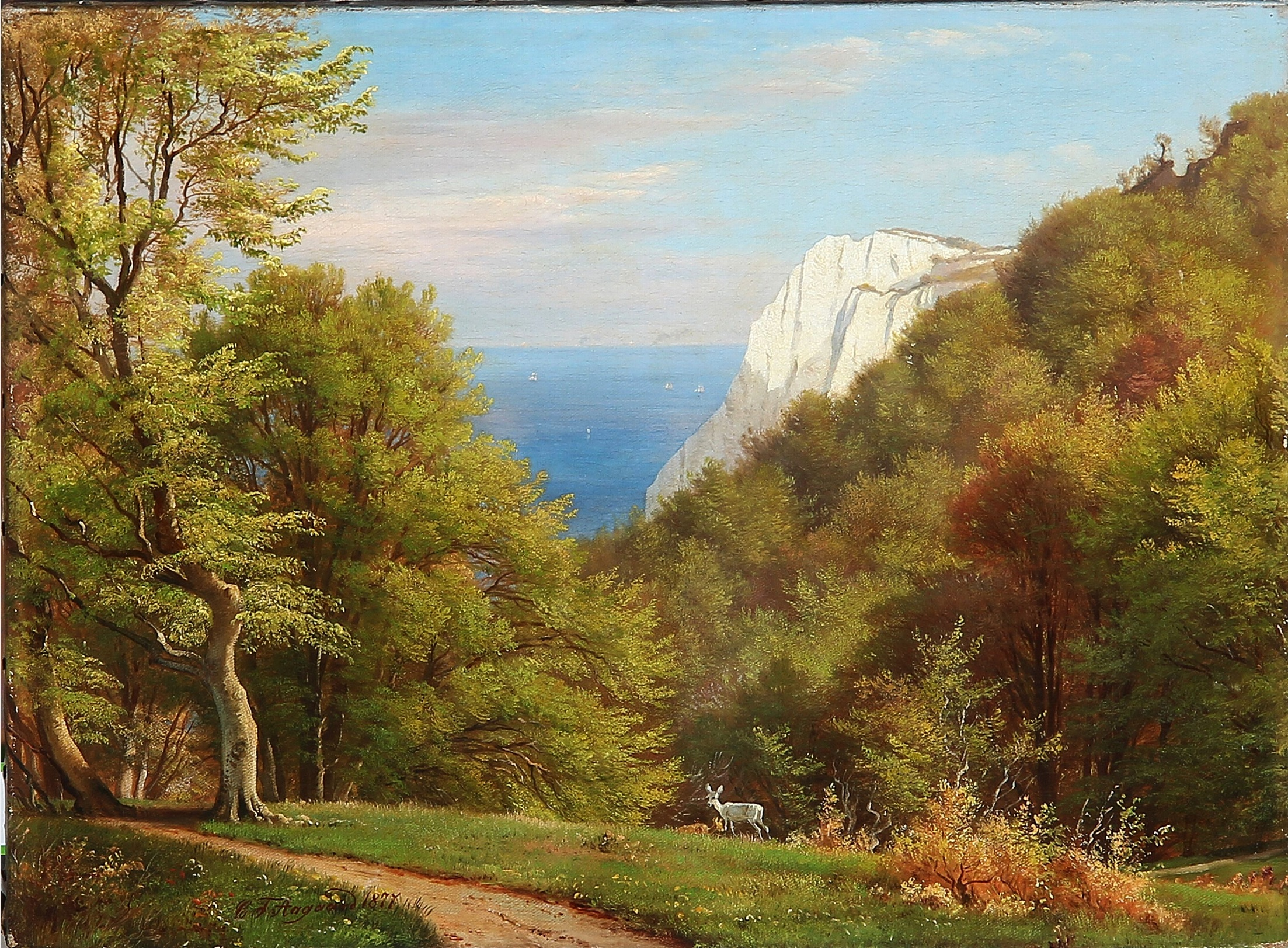
Sommerdag på Møns Klint